# 足立豊

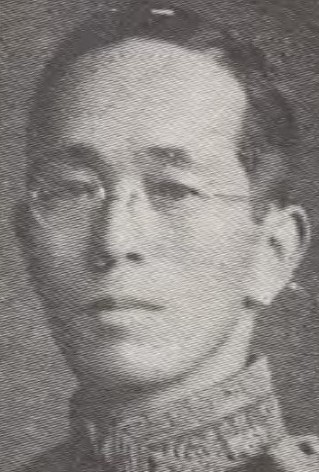
1937年以前撮影

足立 豊（足立 豐、あだち ゆたか、1888年〈明治21年〉9月19日 - 1945年〈昭和20年〉1月5日）は、大正から昭和期の教育者、政治家、華族。貴族院男爵議員。旧姓・田口。

## 経歴
茨城県で田口贇郎の五男として生まれ、1906年（明治39年）12月、足立正声の養子となる。養父の死去に伴い、1907年（明治40年）5月13日、男爵を襲爵した。
1916年（大正5年）東京農業大学を卒業。1920年（大正9年）宮内属に就任。その後、東京農業大学助手、同講師などを務めた。
1925年（大正14年）7月10月、貴族院男爵議員に選出され、公正会に属して活動し1939年（昭和14年）7月9日まで2期在任した。

## 親族
- 妻：暢子（のぶこ、養父三女）[1]
- 男子：正敬（男爵）[1]
- 祖父：田口秀実[8]